# Cratere Veriko
Veriko  è un cratere sulla superficie di Venere.